# Turukku
Turukku – nazwa zdominowanego przez Hurytów ludu, wymienianego w dokumentach klinowych z XVIII wieku p.n.e., zamieszkującego przedgórze Zagrosu w rejonie Dolnego Zabu.
Jednym z wodzów Turukku był Lidaja, który często napadał na miasta podległe królowi Asyrii, chociaż bywało, że sprzymierzał się z Asyrią, by łupić wspólnych wrogów. Innym wodzem Turukku był Zazija, który zawarł przymierze z Iszme-Daganem I, królem Asyrii i dał jego synowi swoją córkę za żonę. Do niego też zwrócił się o pomoc wojskową Hammurabi.
Turukku zostali pobici przez Hammurabiego w 37 roku jego panowania. W czasach asyryjskiego króla Adad-nirari I "kraj Turukku" wymieniany jest wśród terenów zależnych od tego władcy.